# Lycée Général-Leclerc
Pour les articles homonymes, voir Leclerc.
Le lycée Général-Leclerc de Saverne (Bas-Rhin) est un établissement d'enseignement secondaire et supérieur.
Alors que l'enseignement secondaire est dispensé depuis le XVe siècle dans le quartier des Récollets attenant au couvent, la Révolution et l'Empire aboutissent à la création d'une École secondaire communale le 1er février 1801. Le collège prit le nom de "Général Leclerc" en l'honneur de celui qui conduisit les troupes libérant la ville le 22 novembre 1944. L'établissement prend le statut de lycée en 1966.
Le lycée savernois fut un des premiers en France à proposer le double-cursus Abibac.

## Classement du Lycée
En 2015, le lycée se classe 17e sur 37 au niveau départemental quant à la qualité d'enseignement, et 836e au niveau national. Le classement s'établit sur trois critères : le taux de réussite au bac, la proportion d'élèves de première qui obtient le baccalauréat en ayant fait les deux dernières années de leur scolarité dans l'établissement, et la valeur ajoutée (calculée à partir de l'origine sociale des élèves, de leur âge et de leurs résultats au diplôme national du brevet).